# Беньямін Бекле
Беньямін Бекле (нім. Benjamin Böckle, нар. 17 червня 2002, Дорнбірн, Австрія) — австрійський футболіст, захисник віденського «Рапіда».

## Ігрова кар'єра

### Клубна
Беньямін Бекле є вихованцем футбольної академії клубу «Зальцбург». Та на дорослому рівні захисник виступав лише за фарм - клуб «Зальцбурга» — «Ліферінг» у Другій Бундеслізі Австрії.
Влітку 2022 року Бекле перейшов до німецького клубу «Фортуна» (Дюссельдорф). Але в основі команди у німецькій Другій Бундеслізі Бекле провів лише шість матчів, паралельно з цим граючи за дублюючий склад «Фортуни» в Регіональній лізі. Сезон 2023/24 футболіст провів в оренді в клубі Ліга 3 «Пройсен Мюнстер».
В червні 2024 року Бекле повернувся до Австрії, де приєднався до віденського «Рапіда», підписавши з клубом контракт на три роки. Першою його грою в новій команді став кубковий матч 28 липня 2024 року.

### Збірна
З 2017 року Беньямін Бекле виступав за юнацькі збірні Австрії.